# Hermann Uhde (Journalist)
Karl Friedrich August Hermann Uhde (* 26. Dezember 1845 in Braunschweig; † 27. Mai 1879 in Veytaux-Chillon) war ein deutscher Journalist, Literaturhistoriker und Theaterwissenschaftler.

## Leben und Werk
Hermann Uhde wurde in Braunschweig geboren, wo sein Vater Schullehrer war. Uhde besuchte ein Gymnasium in Braunschweig, war bis 1867 als Schauspieler tätig und studierte Literatur- und Musikgeschichte in Berlin und in Kiel. 1867 arbeitete er als Journalist für die Zeitung für Norddeutschland, die im gleichen Jahr in der Hannoverschen Zeitung aufging, wo er 1869 das Feuilleton übernahm. 1870 wechselte er zu den Hamburger Nachrichten, für die er ab Juli 1870 als Kriegsberichterstatter im  Deutsch-Französischen Krieg tätig war. Im Oktober 1871 kehrte er nach Hamburg in die Redaktion der Hamburger Nachrichten zurück, wo er als Nachfolger des verstorbenen Robert Heller das Feuilleton leitete.
Im August 1872 heiratete er Luise Johanna Rübke (1848–1919) und gab seine Hamburger Stellung auf, um nach Weimar zu wechseln und nach Goethe zu forschen. 1873 promovierte er an der Universität Kiel zur Stellung der Musik in der Ästhetik. Ab 1874 verbrachte Uhde die Wintermonate zur Linderung eines Lungenleidens in der französischen Schweiz, besonders in Montreux und Schloss Chillon (Veytaux). Dort starb er im Mai 1879. Aus seiner Ehe ging ein Kind hervor, Hermann Uhde-Bernays (1873–1965). Seine Witwe heiratete 1880 Michael Bernays und nahm dessen Namen an.
Hermann Uhde forschte und publizierte besonders zu Goethe und dessen Umfeld, besonders zu Conrad Ekhof, H. A. O. Reichard, Louise Seidler und Friedrich Ludwig Schmidt, daneben zur Hamburger Theatergeschichte.

## Werke (Auswahl)
- Weimars künstlerische Glanztage. Ein Erinnerungsblatt. Verlag Christian Friedrich Kahnt, Leipzig 1870, (Digitalisat).
- Zur Erinnerung an Karl Töpfer. Aus der deutschen Theatergeschichte. In: Die Presse. 20. Mai 1871 (Teil 1) und 23. Mai 1871 (Teil 2).
- Streifzüge auf dem Kriegsschauplatze 1870–1871. Verlag Otto Meißner, Hamburg 1871, (Digitalisat)
- Über die Stellung der Musik in Wissenschaft der Ästhetik. In: Schriften der Universität zu Kiel. aus dem Jahre 1873 (= Dissertationen). Band 20. Kiel 1874, S. 649, urn:nbn:de:gbv:8:2-5982297.
- Das Stadttheater in Hamburg 1827–1877 Ein Beitrag zur deutschen Culturgeschichte. Cotta, Stuttgart 1879, (Digitalisat).

Als Herausgeber:
- Karl Töpfer: Carl Toepfers gesammelte dramatische Werke. 4 Bände. Duncker & Humblot, Leipzig 1873.
  - Lustspiele. 1. Band, (Digitalisat), 2. Band (Digitalisat),
  - Schauspiele 1. Band, (Digitalisat), 2. Band (Digitalisat).
- Louise Seidler: Erinnerungen und Leben der Malerin Louise Seidler. Verlag Wilhelm Hertz, Berlin 1874, (Digitalisat).
- Friedrich Ludwig Schmidt: Denkwürdigkeiten des Schauspielers, Schauspieldichters und Schauspieldirectors Friedrich Ludwig Schmidt. (1772–1841), Stuttgart 1875.
- Goethes Briefe an Soret. Cotta, Stuttgart 1877, (Digitalisat).
- Heinrich August Ottokar Reichard: Seine Selbstbiographie. Cotta, Stuttgart 1877, (überarbeitet, Digitalisat)
- Goethe, J. G. v. Quandt und der Sächsische Kunstverein : Mit bisher ungedruckten Briefen des Dichters : Eine Jubelgabe zum 350jährgen Todestage Albrecht Dürers und zum 50-jährigen Stiftungstage des Sächsischen Kunstvereins. Cotta, Stuttgart 1878. (Digitalisat)